# Книга зверей для несносных детей
Книга зверей для несносных детей — детская книга 1896 года, написанная франко-английским писателем и историком Хилэром Беллоком. Книга была проиллюстрирована художником Бэзилом Темплом Блэквудом.
Внешне наивные стихи дают шутливые советы детям. В книге животные, как правило, похожи на мудрецов, а люди скучны и самодовольны. 
За первые три месяца после публикации «Книга зверей для несносных детей» было продано 4000 экземпляров. 
Лорд Альфред Дуглас обвинил Беллока в плагиате его работы «Tales with a Twist», которая, хотя и была опубликована через два года после «Книга зверей для плохого ребенка», была, по словам Дугласа, написана до работы Беллока. 
Иллюстрации также сравнивают с работами из книг доктора Сьюза.

## Один из стихов из книги

### Додо
Додо ходил вокруг,
И возьми солнце и воздух.
Солнце еще греет родную землю –
Додо там нет!
Голос, который раньше кричал и пищал
Нынче навеки нем —
Но можешь ли ты увидеть его кости и клюв
Все в Музее.